# Полонський Георгій Ісидорович
Георгій Ісидорович Полонський (20 квітня 1939, Москва — 21 вересня 2001, Москва) — радянський і російський сценарист, літератор, педагог. Також відомий як поет. Заслужений діяч мистецтв Російської Федерації (1997). Лауреат Державної премії СРСР (1970).

## Біографія
Вірші писав ще в школі, показав їх Михайлу Свєтлову, але, отримавши від нього «обережний відгук», публікувати їх не став ні тоді, ні пізніше. Брав участь у шкільних олімпіадах з літератури в Московському університеті, у 1957 році виборов перший приз.
Зазнав невдачі при вступі на філологічний факультет МДУ імені М. В. Ломоносова в 1957, в апеляції отримав відмову від декана Романа Самаріна.
Переїхав до Мінська, вступив на філфак Білоруського держуніверситету і, провчившись там семестр, перевівся в Московський обласний педагогічний інститут імені М. К. Крупської. У ті роки там починали вчитися Каміл Ікрамов, Олег Чухонцев, Володимир Войнович.
У 1959 році, в результаті випадкового знайомства з Роланом Биковим, який тоді був головним режисером Студентського театру МДУ, студент МОПІ Георгій Полонський став завідувачем літературної частини цього театру. Закінчивши МОПІ, короткий час викладав у школі англійську мову, російську мову та літературу. Залишив кар'єру вчителя в 1965 році і зосередився на драматургії: вступив на Вищі сценарні курси до майстерні одного з найкращих драматургів радянського кіно Йосипа Ольшанського. Дипломна робота Полонського — сценарій «Журавель у небі», за яким було знято фільм «Доживемо до понеділка», який згодом став культовим. Пізніше Полонський написав вірші до основної музичної теми фільму (композитор Кирило Молчанов), з 1972 року «Журавлина пісня» стала популярною у виконанні дитячих хорів.
У 1977—1978 роках Полонський читав курс лекцій з кінодраматургії слухачам сценарного відділення Вищих курсів сценаристів і режисерів.
З 1979 по 1988 рік писав казки, адресовані, за його словами, «дорослим, які ще не забули свого дитинства». Особливо широку популярність здобули його п'єси «Не покидай…» та «Ніхто не повірить», за якими Леонід Нечаєв зняв фільми «Не покидай» та «Рудий, чесний, закоханий». Твори Полонського відрізняються оригінальністю та глибоким розкриттям сучасних почуттів та переживань людей, особливо молоді, у героях, що мешкають у вигаданій реальності.
Любов до поезії справила глибокий вплив на творчість Полонського. Через вірші (написані для своїх героїв самим автором) розкривається краса та страждання їхніх романтичних душ.
Полонський нерідко виступав як публіцист, осмислюючи у пресі й по радіо моральні, педагогічні, світоглядні проблеми, підняті у його творах.
Помер на 63-му році життя від серцевої недостатності 21 вересня 2001 року. Похований у Москві на Донському цвинтарі (ділянка біля колумбарію 13).

## Нагороди і премії
- Державна премія СРСР (1970) — за сценарій фільму «Доживемо до понеділка» (1968)
- Заслужений діяч мистецтв Російської Федерації (1997)

## П'єси
- «Серце в мене одне» (1961)
- «Два вечори у травні» (1965)
- «Перепілка в соломі, що горить»
- «Втеча до Гренади» (1972)
- «Драма через лірику» (1975)
- «Репетитор» (1978)
- «Медовий місяць Попелюшки» (1986)

## Фільмографія
- 1968 — Доживемо до понеділка
- 1972 — Переклад з англійської (спільно з Наталією Долиніною[ru])
- 1973 — А ви кохали коли-небудь? (спільно з Камілем Ікрамовим[ru])
- 1974 — Ваші права? (спільно з Аркадієм Ставицьким[ru])
- 1976 — Ключ без права передачі
- 1984 — Рудий, чесний, закоханий
- 1987 — Репетитор
- 1989 — Не залишай
- 1992—1995 — Дрібниці життя (серії 3, 18, 23, 37, 47, 50)